# Самбате (Катанцаро)
Самбате је насеље у Италији у округу Катанцаро, региону Калабрија.
Према процени из 2011. у насељу је живело 36 становника. Насеље се налази на надморској висини од 926 м.